# 四都镇 (诏安县)
四都镇，是中华人民共和国福建省漳州市诏安县下辖的一个乡镇级行政单位。

## 行政区划
四都镇下辖以下地区：
四都社区、东峤村、上湖村、田美村、西峤村、石溪村、林墘村、四都村、外埕村、马城村、城楼村、奇材村、后港村、西梧村、东梧村、港口村、西张村、林头村、山后村、盐仓村和东葛头村。